# Черноглазчатая ящурка
Черногла́зчатая я́щурка (лат. Eremias nigrocellata) — вид ящериц из рода Ящурок.

## Внешний вид
Мелкая ящерица, длина тела достигает 8 см. Высота межчелюстного щитка меньше его ширины. Подглазничные щитки не касаются края рта. Лобный щиток с выраженным продольным желобком. Четвертый палец задней ноги снизу покрыт двумя рядами подпальцевых пластинок. Верх серого цвета. Вдоль туловища расположены продольные ряды светло-серых или белых пятен, обрамленных черными кругами. На хребте эти «глазки» выражены слабо или вовсе отсутствуют. У молодых глазчатый рисунок выражен ярче.

## Образ жизни
Обитает в глинистых и щебнистых пустынях, иногда проникает в нижние участки предгорий. В песчаных пустынях отсутствует. Убежища — норы грызунов или собственные норки длиной до 40 см. Активна с февраля, иногда, в солнечные дни, появляется и зимой. Весной кормится днем, летом — утром или вечером. Питается в основном муравьями и жуками, но поедает также цикад, термитов, клопов, гусениц, паукообразных. В кладке 5—6 яиц длиной 1,4—1,5 см. За сезон кладка повторяется 2—3 раза. Молодые появляются с мая. Длина новорожденных — 2,7—3,2 см.

## Распространение
Черноглазчатая ящурка распространена на юго-востоке Туркмении, в южном Узбекистане, на северо-востоке Ирана и севере Афганистана.

## Охрана
Черноглазчатая ящурка включена в Красные книги Туркмении и Узбекистана.